# Chrystus przy kolumnie
Chrystus przy kolumnie – obraz śląskiego malarza barokowego Michaela Willmanna.

## Geneza
Motyw biczowania Chrystusa pochodzi z Nowego Testamentu i został opisany w trzech ewangeliach: Mateusza, Marka i Jana. Epizod przedstawiany był również pod innymi nazwami – „Koronowanie cierniem” lub „Naigrawanie”. Opisywane wydarzenia rozegrały się w poranek Wielkiego Piątku, już po skazaniu Jezusa przez Piłata. Motyw przedstawiający samotnego Chrystusa przy kolumnie biczowania, bez jego oprawców, pojawił się w XV wieku po wizji św. Brygidy, a nowy wydźwięk zyskał po 1676 roku, z powodu powstania i rozwoju bractw Bożego Ciała i Najświętszego Sakramentu. Pod koniec XVI stulecia ukształtowała się kompozycja z Chrystusem wypełniająca całe pole płótna. Niski słup był wyobrażeniem relikwii kolumny biczowania z rzymskiego kościoła św. Praksedy. Motyw niskiej kolumny z Chrystusem malował Guido Reni i Domenichino na początku XVI wieku oraz Abraham van Diepenbeeck, którego obraz był prawdopodobnie bezpośrednią inspiracją dla Willmanna.

## Opis obrazu
Obraz ma charakter kontemplacyjno-mistyczny. Chrystus stoi pochylony i nagi, z białą przepaską wokół bioder, przy marmurowej niskiej kolumnie, do której przywiązano jego skrępowane sznurem dłonie. Muskularne ciało poryte jest cienkimi strużkami krwi. Na twarzy Jezusa widoczny jest spokój i skupienie. Kontur ciała, słabo zaznaczony przez kilkakrotne nakładanie smug farby, przypomina efekty kolorystyczne późniejszych martyriów oraz jest wstępem dla rodzącej się u Willmanna nowej koncepcji malarskiej zaprezentowanej w kolejnym obrazie Ukrzyżowanie (1702). Scena w całości „nawiązuje do tradycji renesansowych realistycznych studiów aktów męczenników, a jednocześnie jest malarską intymną, barokową wersją biblijnego epizodu”.

## Proweniencja
Obraz został wykonany dla klasztoru cystersów w Lubiążu. W 1810 roku został przeniesiony do Kunst- und Antikenkabinett der Königlichen Universität zu Breslau, a w 1899 do Śląskiego Muzeum Sztuk Pięknych. W 1942 roku obraz został przeniesiony do składnicy w Henrykowie, skąd w 1946 roku został przejęty przez Muzeum Narodowe w Warszawie. W 1981 roku obraz został przekazany do Muzeum Narodowego we Wrocławiu.